# Monarquia do Norte
```
   |-
       | 
Erro:
:  
valor não especificado para "
continente
"
```

A Monarquia do Norte foi uma contrarrevolução ocorrida na cidade do Porto, em 19 de janeiro de 1919, pelas juntas militares favoráveis à restauração da monarquia em Portugal em plena 1.ª República portuguesa. Este breve período, também apelidado de «Monarquia do Quarteirão», por só ter durado 25 dias (de 19 de janeiro a 13 de fevereiro), e de «Reino da Traulitânia» foi, em traços gerais, a última profunda manifestação de revolta monárquica com utilização da força depois da implantação da República em Portugal em 1910.
A partir deste efémero acontecimento, que restaurou a monarquia na cidade do Porto e por quase todo o norte do país, o espírito realista parece ter adormecido, ficando restrito a pequenos grupos.

## Antecedentes
Face às transformações ideológicas, politicas e sociais que resultaram do 5 de outubro de 1910, muitos monárquicos decidiram emigrar para outros países monárquicos. Outros acabaram por ficar em Portugal, e destes, muitos acabaram por aderir ao novo regime. Paiva Couceiro, vendo recusado o seu pedido de se fazer um plebiscito para que o povo escolhesse em que regime queria viver, entregou a sua espada e em 1911 exilou-se na Galiza, planeando a partir do exílio as "incursões monárquicas", duas incursões militares falhadas a partir da Galiza em prol de restaurar o antigo regime.
Quando Couceiro começa a pôr em prática aquilo que defendia, o próprio ex-rei de Portugal declara o seu desagrado e envia um comunicado em que deixa claro que não iria apoiar uma revolução de causa monárquica. A opinião monárquica fica assim dividida, entre os partidários do monarca que querem restaurar a monarquia pela via parlamentar e os integralistas que a querem restaurar pela força das armas. Graças a esta divisão, a causa monárquica foi incapaz de abalar a república nos anos que se seguiram à sua instauração. 
Verificar-se-iam, no entanto, pontuais sublevações populares, como a de 5 a 7 de julho de 1913 em Vieira do Minho; populares armados com espingardas e vara-paus, liderados pelo Padre Júlio Barroso, tentam tomar controlo da região, sem derradeiro sucesso. Parte dos sublevados teriam ligações a Paiva Couceiro. Deste período, outras actividades de contra-revolução infrutíferas ficaram registradas no monárquico "Álbum dos Vencidos", publicado entre 1913 e 1914.
A 5 de dezembro de 1917 aparece o embrião daquilo que poderá ser um novo regime e, possivelmente, a restauração da Monarquia. Sidónio Pais toma o poder através da Junta Militar Revolucionária e a ele se juntaram monárquicos e integralistas, católicos, republicanos presidencialistas (como Tamagnini Barbosa), republicanos parlamentares (como Egas Moniz), e machadistas (seguidores de Machado Santos). Desde cedo, os monárquicos começam a aperceber-se que Sidónio não era a esperança restauracionista que tanto queriam acreditar. Os monárquicos mais radicais depressa deixam de ver o presidente-rei como uma esperança e no verão de 1918 aderem às correntes revolucionárias que planeavam acabar com a República Nova.
Os monárquicos apoiados pelo ex-rei D. Manuel, com o aproximar do final da grande guerra, recebem indicações do próprio para apoiar o governo de Sidónio para que fosse instaurada um governo militar ou uma continuação do governo de Sidónio, atendendo às causas monárquicas, mas os mais radicais continuavam a querer derrubar a República Nova. Começam a ocorrer choques estratégicos entre outubro e dezembro, entre os monárquicos passivos e os revolucionários, motivo que fragilizaria "mortalmente" o regime de Sidónio Pais, já totalmente dependente da vontade dos monárquicos.

## Os acontecimentos

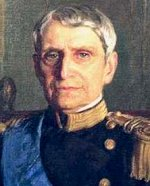
Canto e Castro.

O presidente da República Sidónio Pais é assassinado no dia 14 de dezembro de 1918. A Junta Militar do Norte faz a 18 de dezembro uma proclamação ao país, exigindo uma «intensificação do combate à demagogia, através de um governo com capacidade e energia». Todos os regimentos do Porto concordavam com estabelecimento de um governo de força, exigência que a Junta do Norte fazia em tom de ameaça. Já em Lisboa a concordância era diferente, onde apenas o Regimento de Artilharia de Queluz e dois regimentos de cavalaria de Belém (Lanceiros 2 e Cavalaria 4) pareciam concordar com a linha de pensamento do norte.
Em 23 de dezembro, o almirante Canto e Castro chama Tamagnini Barbosa para chefiar o governo. Tamagnini depressa procurou estabelecer uma política dúbia, de compromisso em relação à esquerda e à direita, com a intenção de apaziguar as tensões acumuladas entre todos os sectores políticos para que se evitasse uma possível guerra civil. No mesmo dia, não havendo nenhum representante das juntas no governo formado, juntas militares no Norte e no Sul reivindicam um “governo de força” que seguisse a obra do "presidente-rei", contra o retorno à "República Velha" da Constituição de 1911. Como protesto, o coronel João de Almeida concentra em Monsanto algumas unidades da guarnição de Lisboa, mas o Governo consegue rapidamente conter esta intimidação. No Porto, constitui-se uma Junta Governativa Militar com a missão de dirigir os negócios públicos do norte do país.
Tamagnini Barbosa envia ao Porto o Tenente Teófilo Duarte e mais dois emissários para negociar com a Junta Militar do Norte. A conclusão a que as conversações chegaram foi a de que a Junta insistia que Tamagnini continuasse no governo como pessoa de confiança do Exército, mas com a condição de se libertar de qualquer influência partidária, sendo que para tal, a Junta exige a saída de Egas Moniz e de Afonso de Melo Pinto Veloso do governo (sidonistas republicanos). Como consequência, o governo há pouco constituído sofre uma remodelação e a Junta cresce, mas esta medida não acalmou os ânimos pois o novo gabinete tinha demasiadas parecenças com o anterior, era republicano mas conservador.
A 2 de janeiro, o coronel Silva Ramos (figura de destaque da Junta Militar do Norte) vai a Lisboa para se encontrar com o Presidente da República e sai de lá convencido de que o governo ouvira a vontade da Junta.
A 3 de janeiro de 1919 o governo, na realidade não estando disposto a ceder às vontades da Junta Militar do Norte, entrega o comando da Divisão Militar de Vila Real ao republicano coronel Ribeiro de Carvalho, com o objetivo de fazer frente às exigências da Junta. Esta, sentindo-se enganada, envia uma coluna militar chefiada pelo major Alberto Margaride contra a Divisão de Vila Real, enquanto se proclama herdeira e representante da herança sidonista.
Três dias depois, a 6 de janeiro, houve um breve confronto que terminou prematuramente quando Tamagnini Barbosa, vendo a possibilidade do início de uma guerra civil, decide ceder a algumas exigências da Junta Militar do Norte. No mesmo dia, chega-se a um acordo para a constituição de um novo governo. Silva Bastos entra para a pasta da Guerra, Francisco Fernandes (deputado da minoria monárquica) é colocado na Justiça no lugar que pertencia a Afonso de Melo e para a do Trabalho, o capitão Eurico Cameira, militar muito querido das juntas pela sua fidelidade ao falecido presidente-rei. Contudo, Egas Moniz permaneceu no governo. Assim, portanto, satisfeita a Junta Militar do Norte, o ataque ao governo iria iniciar-se a partir dos republicanos.
Em 8 de janeiro, Tamagnini Barbosa apresenta novo gabinete perante as Câmaras. Em defesa da "República Velha", Cunha Leal, no Parlamento, e Machado Santos, no Senado, acusam o chefe do governo de cedências às Juntas Militares.
Secundando estas acusações, Álvaro de Castro, Couceiro da Costa e António Granjo (evolucionistas), Jaime de Morais e Cunha Leal (republicanos e anti-dezembristas) e Augusto Dias da Silva (socialista), em representação de vários padrões políticos, fazem eclodir uma revolta militar com o apoio de guarnições militares de Abrantes, Santarém, Caldas da Rainha e Tomar, favorável à Constituição de 1911. Havendo luz verde do governo, que procurava livrar-se da latente ameaça monárquico-reacionária das juntas militares, a resolva é posta em andamento.
No dia 12 de janeiro, quase simultaneamente em Lisboa, Covilhã e Santarém. Na capital, civis comandados por alguns oficiais do Exército entram no Castelo de S. Jorge para conseguir o apoio das tropas de Infantaria e Artilharia que ali se encontravam, porém, o tenente-coronel Schiappa de Azevedo não aceitou pactuar com tal revolta e ocorreu a tropa de alguns tiros, provocando o falhanço dos propósitos dos revoltosos. Também no Arsenal da Marinha em Lisboa, civis e cerca de 300 marinheiros, orientados pelo tenente Prestes Salgueiro (ministro da marinha demitido), tentaram a sua sorte, acabando também no fracasso. No dia 13, Lisboa é vencida. Na Covilhã os revoltosos foram também rapidamente dominados, perante a ameaça das tropas das guarnições de Castelo Branco e da Guarda.
Diferente fim só deve a revolta em Santarém, que contou com chefes políticos categorizados como o coronel Jaime de Figueiredo, o coronel Ramos de Miranda e o capitão Triboulet, apoiados por um número avultado de tropas. A partir desta força, pediram ao presidente da República a demissão de Tamagnini Barbosa e a formação de um “governo de concentração republicana”, onde ficassem representados os partidos da “República Velha”.

## Ação do Integralismo Lusitano
Com a reação dos partidos da "República Velha" a ganhar expressão militar em Santarém, os monárquicos do Integralismo Lusitano, que haviam apoiado o Sidonismo, resolvem agir. Enquanto no sul ainda predominavam os republicanos sidonistas, no norte do país era nítido o predomínio dos monárquicos.
As Juntas Militares, que haviam sido criadas com o propósito de impedir o retorno ao regime dos partidos da "República Velha", teriam agora de aderir ao propósito restauracionista. O Governo ainda terá chegado a discutir a possibilidade de substituir alguns comandos na capital, mas logo que é dada como falhada a tentativa de constituição de um governo militar em Lisboa, Hipólito Raposo redige, em 14 de janeiro, com Rui da Câmara e José de Avelar Fróis, um memorando em que o Lugar-Tenente de D. Manuel II, conselheiro Aires de Ornelas, vem a escrever a expressão inglesa «go on!» que o rei lhe dera um dia para, em certas condições, se poder levantar em Portugal a bandeira da Monarquia.

### Um célebre Memorando
Os revoltosos de Santarém depõem as armas no dia 15, perante o tenente Teófilo Duarte, mas o papel que Hipólito Raposo apresentou na véspera a Aires de Ornelas dizia o seguinte:
| “ | MEMORANDO - 1.º Sobre a possibilidade do assentimento de V. Ex.ª para um movimento militar de carácter monárquico. - 2.º Sobre o assentimento de V. Ex.ª para um movimento militar, promovido por oficiais monárquicos e republicanos, para propor ao País a fórmula do plebiscito sobre o regime político. - 3.º Qual seja a opinião de V. Ex.ª, em qualquer das hipóteses, sobre o perigo de uma intervenção estrangeira, obstáculo que não deteve os democráticos para a organização e execução do actual movimento revolucionário. - 4.º Sobre a opinião de V. Ex.ª em caso de vitória, acerca do reconhecimento pelas nações estrangeiras da nova ordem de coisas políticas, levando em conta a ação diplomática de El-Rei e dos seus amigos junto do governo inglês e o seu notável prestígio junto dos outros governos aliados. - 5.º No caso do seu assentimento, indicação dos nomes que na opinião de V. Ex.ª devem constituir a Junta do Governo Nacional, em nome de El-Rei. - 6.º Sem que tal facto importe menos crédito à palavra de V. Ex.ª e à seriedade do portador, seria conveniente que as opiniões a expor fossem dadas por escrito, para assim lhes ser atribuído todo o valor que merecem pelos elementos de ação que precisam de ser consultados”. | ” |

Aires de Ornelas escreveu à margem do documento:
| “ | Go on! Palavras d’El-Rei Não vejo razão para plebiscito Não julgo difícil o reconhecimento Aires de Ornelas 14 Jan. 1919 | ” |

## A restauração da Monarquia

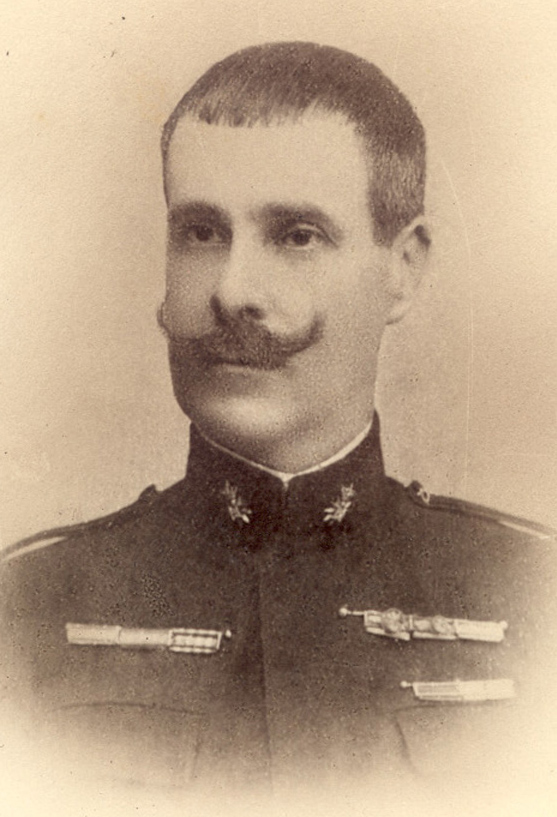
Paiva Couceiro.

No dia seguinte, 15 de janeiro, o governo de Tamagnini toma posse e, em 17, nos termos da Constituição de 1911, o Congresso elege o almirante Canto e Castro presidente da República. Ou seja, liquidado Sidónio Pais em 14 de dezembro, cerca de um mês bastara para que os sidonistas de Lisboa deitassem por terra o regime presidencialista esboçado na “República Nova”.
Enquanto em Lisboa, sidonistas de véspera, democráticos, unionistas, e socialistas, se iam unindo ao governo de Tamagnini Barbosa, Paiva Couceiro seguiu para o Porto onde o terreno era mais propício à restauração da Monarquia.
A Junta Central do Integralismo Lusitano reuniu-se no dia 17 à noite, tomando-se a decisão de António Sardinha e Luís de Almeida Braga seguirem para o Porto com a missão de “procurar suster o pronunciamento, até se ultimarem as ligações que viriam dar-lhe maior carácter de unanimidade em Lisboa e na Província”.
António Sardinha chegou ao Porto na manhã do dia 18, mas a Monarquia foi proclamada logo no dia seguinte, 19 de janeiro, após uma parada militar, hasteando-se a bandeira portuguesa do tempo da Monarquia (Azul e Branca) e cantando-se o hino da Carta Constitucional.
A restauração declarou em vigor a Carta e indicou como chefes, Luís Cipriano Coelho de Magalhães, António Adalberto Sollari Allegro, Pedro de Barbosa Falcão de Azevedo e Bourbon (Conde de Azevedo), Dr. Júlio Girão Faria de Morais Sarmento (Visconde do Banho) e Coronel engenheiro Artur da Silva Ramos. A Junta Governativa do Reino, junto ao Governo Civil do Porto, ficou sob o comando de Henrique Mitchell de Paiva Couceiro. Com a exceção de Chaves, no norte do país todos as cidades aderiram ao movimento de restauração da Monarquia. Não sem perseguições políticas. O administrador do concelho de Vila Real, já dos tempos da Monarquia, o jurista António Ferreira da Costa Agarez, entretanto um dos apoios locais da Primeira República, também conhecida por República Velha, foi perseguido sob risco de atentado à sua vida, escapou da morte durante a noite, refugiando-se na freguesia vizinha periurbana de Parada de Cunhos, mas já num lugar ermo da Serra do Marão, onde permaneceu por semanas; existindo mesmo nesta freguesia o infame Monte da Forca, onde se esperava serem sentenciados à morte, por execução sumária caso não fugissem e se munissem de armas para se defenderem da perseguição dos partidários monárquicos, os responsáveis políticos republicanos, durante o momento de especial fervor contra-revolucionário vivido contra aqueles que tivessem servido durante o período da Monarquia e aderido ao ideal republicano.
Em Lisboa, uma parte da Junta Militar teve também a intenção de seguir o movimento do norte. Não havia porém unanimidade: uma parte era a favor, mas havia outra parte que se mantinha neutra. Na manhã do dia seguinte à proclamação do Porto, Hipólito Raposo suspendeu o jornal ''A Monarquia'', seguindo para o Regimento de Cavalaria 2, em Belém, onde se estavam a concentrar os monárquicos. O plano era o de ir a Monsanto tomar o posto de T.S.F. para estabelecer contacto com o Norte e coordenar as ações militares a desenvolver. Numa última tentativa de apaziguar a tempestade que se avistava a norte, Tamagnini Barbosa envia o ministro da Guerra, Silva Bastos, ao norte e tenta ainda um golpe político ao substituir o governador civil do Porto pelo capitão-tenente António Pais (irmão de Sidónio Pais) e nomeando comissário-geral de Polícia o tenente-coronel Cristóvão Aires (acabando assim com Sollari Allegro). Entretanto, no Porto, a Junta Governativa do Reino nomeia António Sardinha governador civil de Portalegre, com o intuito de aí se vir a proclamar a Monarquia. Sardinha fica no entanto retido pela missão prioritária de constituir o Gabinete da Presidência do Governo, agregando Luís de Almeida Braga, João do Amaral e Nosolini Leão.
No dia 19 chegam ao Porto Cristóvão Aires e António Pais que se juntam a Silva Bastos. Decidiu-se dar conhecimento a Silva Bastos de que no próprio dia 19 seria proclamada a Monarquia e foram todos aconselhados a sair dali o mais rapidamente possível, porém sem antes assinarem um documento onde se comprometiam a não tentar nada contra o movimento monárquico até chegarem a Lisboa.
A 19 de janeiro de 1919, num domingo concentravam-se no Monte Pedral, pela uma hora da tarde, os contingentes de todos os corpos da guarnição e da Guarda. Aparentemente parecia mais uma parada militar, mas não era. Ali encontravam-se reunidas as forças militares, contingentes de Infantaria 6 e 18, de Cavalaria 9, de Artilharia 5 e 6, do grupo de metralhadoras, da Polícia e da Guarda Republicana, e ainda um pelotão de Cavalaria 11 de Braga, para além de outras tropas.
Pouco depois chegou em automóvel Paiva Couceiro, envergando o seu uniforme de oficial de Artilharia, e, montando a cavalo, surge no meio do quadrado formado pelas tropas, acompanhado por alguns oficiais galegos. As populações civis que presenciavam isto ficaram impressionadas com a aparente determinação das forças em desfile. Quem não estava impressionado depressa ficou, quando o alferes Calainho de Azevedo, de Cavalaria 9, desfralda a bandeira azul e branca.
Paiva Couceiro faz então uma declaração, onde proclamou que o Exército é, acima de tudo, a mais alta expressão da Pátria, e por isso tem que guardá-la nas circunstâncias mais difíceis, acudindo na hora própria contra os perigos, sejam eles externos ou internos, que lhe ameacem a existência. Após o discurso, é levantada a bandeira monárquica e a banda da Guarda toca o Hino da Carta. De seguida, Couceiro faz uma revista às tropas e estas desfilam em continência.
É assim declarada a restaurada Monarquia à uma e meia da tarde de 19 de janeiro, pelas forças da guarnição militar do Porto, no largo Monte Pedral, em nome de Sua Majestade D. Manuel II.

## Reacção da população
No norte, e principalmente no Porto, a população estava em festa. O povo saiu à rua, soltando vivas a Portugal, ao rei e à Monarquia. Tiros de salva de artilharia eram disparados a partir da Serra do Pilar. Ocorre um desfile das tropas pelas ruas da Invicta até ao quartel-general onde estava o Governo Civil, junto à Praça da Batalha. Segundo relatos da época, eram tantas as pessoas nas ruas que o automóvel onde seguia Paiva Couceiro com dificuldades seguiu até ao quartel-general.
Às três da tarde do mesmo dia 19 é lida por Baldaque de Guimarães a nova proclamação, enumerando as causas e os objetivos da contrarrevolução, e quem seriam os homens que iriam resgatar a Pátria da calamidade em que se encontrava. Lida a proclamação, a banda da Guarda volta a tocar o Hino da Carta ao mesmo tempo que se ouvem 21 tiros de salva. No final, é içada a bandeira azul e branca no quartel-general, seguindo-se as comemorações populares espalhadas por toda a cidade. Por todo o Norte o dia ficou marcado pelo hastear da bandeiras monárquicas e sinos a tocar, e com o encerramento de muitos serviços públicos no dia 20 de janeiro. No seu lado mais sombrio, bandeiras republicanas foram queimadas e diversos democratas e republicanos foram presos nas suas terras.
Os primeiros dias da Monarquia do Norte terão sido tranquilos, malgrada a perseguição política daqueles que tinham aderido à causa republicana, como é o caso do então Administrador do Concelho de Vila Real já antes da Revolução Republicana, António Ferreira da Costa Agarez, insigne político e jurista vila-realense, que a altas horas da madrugada teve de se refugiar na Serra do Marão para não ser morto, onde permaneceu até ao fim da contra-revolução. Mas sem notícias do Sul, até que António Teles de Vasconcelos conseguiu montar os serviços de comunicações ao longo da fronteira. António Sardinha foi então destacado para Badajoz, Luís Teles de Vasconcelos (irmão de António) para Cáceres, Joaquim de Almeida Braga para Tui, de onde planeavam penetrar em Portugal com propósitos restauracionistas. Foram presos pelas autoridades da Monarquia espanhola, antes de conseguirem voltar a entrar em Portugal. Estes primeiros dias faziam lembrar o 5 de outubro nove anos antes, em que não foi encontrada grande resistência para implantar a república, sendo que a população não tinha preferências por um regime ou por outro, e o mesmo se voltava a passar. Embora muita gente saísse à rua e festejasse, ainda havia uma grande camada da chamada "classe pobre" que não estava interessada no regime, mas sim se teria pão para comer na manhã seguinte.
A Junta Governativa do Reino, sediada no Porto para organizar o novo regime monárquico, aproveita o corte de comunicações com Lisboa e aproveita para disseminar na população a notícia falsa de que a monarquia se impusera por todo o país e que não haveria volta a dar.

## A tomada de Monsanto
Os chefes da causa monárquica, demasiado confiantes no decorrer da proclamação da monarquia no norte do país, não se decidiam no que fazer ou no que decidir em relação à capital. Esta indecisão, que se prolongou durante alguns dias, foi um dos erros que levou a Monarquia do Norte ao fracasso, pois deu tempo aos republicanos a sul e na capital de se reorganizarem e prepararem uma defesa/contra-ataque.
A revolta em Lisboa só eclodiu no dia 22 de janeiro, sob o comando de Aires de Ornelas, apoiado pelo tenente-coronel Álvaro de Mendonça. Um grupo de cerca de setenta militares e civis monárquicos, chefiados pelo capitão Júlio da Costa Pinto, sobem então para o Forte de Monsanto, onde hasteiam a bandeira da monarquia e estabelecem contacto com o norte. Vêm a ficar cercados pelos republicanos em 24 de janeiro. Enquanto uns 30 monárquicos saíram da Cruz das Oliveiras em direção à Ajuda, para ir sublevar o quartel de Infantaria 16, os que ficaram em Monsanto não foram suficientes para suster as forças republicanas que ali se concentraram. Os monárquicos, em desvantagem numérica, lutaram até ao fim da tarde, mas o capitão Júlio da Costa Pinto, com alguns feridos graves sob o seu comando — entre os quais Pequito Rebelo e Alberto Monsaraz — , acabou preferindo a capitulação à fuga.
O governo, sentindo-se desprovido de força para enfrentar as forças que a norte haviam instaurado uma monarquia, espalha a notícia que se soltariam dos presídios as legiões de republicanos civis e militares e fez publicar nos jornais da manhã um convite à população da capital intitulado "Às armas cidadãos". Aí se apelava a todos os adeptos do regime do 5 de outubro a comparecerem no Campo Pequeno para que se constituíssem batalhões aos quais seriam distribuídas armas. Receberiam então uma breve instrução e seriam comandados pelo coronel Mineiro de Almeida, pelo major André Brun e pelo capitão Urosa Gomes, apoiados por sargentos e cabos. Até apelou-se aos estudantes para criarem um batalhão académico. Oradores improvisados iam de rua em rua para espalhar discursos inflamados para conseguir o apoio da população.
Na noite de 22 de janeiro, os monárquicos finalmente decidem apoiar publicamente as pequenas forças monárquicas da capital. Centenas de monárquicos, liderados pelo tenente Júlio da Costa Pinto, foram recolher-se a Lanceiros 2 e aos quartéis de Cavalaria 2 e 4, em Belém, receando pelas suas vidas um ataque em força por parte das forças republicanas. Assim, tropas da guarnição de Lisboa, receando o regresso da anarquia demagógica dos republicanos, às ordens de Aires de Ornelas e João de Azevedo Coutinho e sob chefia militar de Álvaro de Mendonça proclamaram o seu apoio à restauração monárquica do Norte e saíram para posições defensivas no estratégico Forte de Monsanto, em manifesta atitude hostil à República, iniciando assim a chamada "escalada de Monsanto".
Assim que chegam à serra de Monsanto, os dissidentes monárquicos acampam na Cruz das Oliveiras, onde improvisam um quartel-general. Receando o regresso da demagogia republicana mas também sem grandes intenções de se sacrificarem pela causa monárquica, o objetivo primário deste conjunto era o de se defender dos republicanos, visto que os quartéis não ofereciam defesa suficiente.
Foi preciso que soassem os primeiros tiros dos republicanos para que as tropas com inclinação monárquica, cedendo à pressão dos que realmente estavam ali para morrer pela monarquia, consentissem o hastear da bandeira azul e branca no alto da serra e começassem a lançar granadas para diversos pontos da cidade, intimidando o Governo à rendição. Porém, era tarde demais para os revoltosos.
Reagindo apenas quatro dias depois dos acontecimentos a Norte, a rebelião em Lisboa durou apenas dois dias.

## Desfecho
As operações que envolveram ambas as partes tiveram, por assim dizer, duas fases. A primeira foi de 19 de janeiro, quando se iniciou a revolta, e teve o seu fim no dia 31 de janeiro, quando os republicanos terminaram de mobilizar as suas forças e estabeleceram uma cobertura ao longo do rio Mondego.
A segunda fase ocorreu entre 1 e 20 de fevereiro, fase na qual se levam a cabo as operações de neutralização da revolta monárquica.
A 20 de janeiro o tenente-coronel Silva Bastos, ministro da Guerra, ao regressar do Porto, ordena que sejam tomadas algumas providências, entre elas:
1. Constituir um quartel-general que funcionaria junto do Ministério da Guerra
2. Mobilizar as unidades da 1.ª e da 4.ª divisões do Exército
3. Organizar a cobertura nos Vales do Vouga e do Mondego pelas 2.ª, 5.ª e 7.ª divisões do Exército
4. Resolver as situações revoltosas da 3.ª e da 8.ª divisões
5. Apurar se havia ainda republicanos na 6.ª Divisão (de Vila Real)
6. Se o resultado do ponto 5 fosse positivo, levar auxílio aos republicanos da 6.ª Divisão, procurando "limpar" a margem sul do Douro

Coimbra tornou-se uma cidade importante, com ambas as partes a terem a noção de que, a força que chegaria primeiro à cidade dos estudantes, ganharia vantagem sob o adversário. As dificuldades que se apresentavam para as forças republicanas eram de ordem técnica, havendo uma extraordinária falta de material e havendo todo um complexo problema em que as nomeações tinham que ser feitas não com base no posto mas com base na ideologia de cada um.
Entretanto dera-se o acontecimento de Monsanto, o que fez com que as tropas republicanas recuassem de volta para a capital. No dia 26, o ministro de Guerra Silva Bastos assinava um decreto onde nomeava o general Alberto Mimoso da Costa Ilharco como comandante das forças em operações.
Ordenou-se então a marcha de todas as unidades e, no dia 29 de janeiro, assume o cargo de Chefe do Estado-Maior o coronel Roberto da Cunha Baptista.
Fevereiro é o mês em que se inicia a ofensiva, fazendo as forças republicanas uma marcha em direção ao Norte, onde em todas as cidades por onde passavam, os revoltosos ou fugiam ou se rendiam.

### Incidente Teófilo Duarte
No dia 1 de fevereiro, o tenente Teófilo Duarte, que se preparava para lutar do lado republicano, decide revoltar-se.
No dia 10 é emitido um decreto do Governo da República onde se autorizava a composição de unidades formadas por voluntários civis, havendo centenas de civis que voluntariamente se ofereçam para cooperar com as forças do Exército. Estas forças civis organizaram-se em batalhões ou companhias de Voluntários Civis, que ganharam um braçal verde com as iniciais VR (Voluntários da República) e VA (Voluntários Académicos). A estas forças seriam distribuídas armas e algum treino militar, e os jovens voluntários académicos não iriam sofrer qualquer falta no seu ano académico devido ao seu serviço aos republicanos.
No norte, no Porto, a revolta só terminou a 13 de fevereiro. Neste dia, após combates em todo o litoral centro, nomeadamente em Angeja, a guerra civil termina com a entrada dos exércitos republicanos no Porto.

## No rescaldo
Após a falhada Monarquia do Norte, algumas centenas de oficiais do Exército foram sumariamente afastados do serviço ou demitidos, voltando o Partido Democrático de Afonso Costa a dominar a situação política da "República Velha" praticamente até ao 28 de maio de 1926.
Entre os monárquicos, o desfazer da Monarquia do Norte criou imediatamente divisões no campo dos apoiantes de D. Manuel II. Apesar do expresso apoio ao movimento restauracionista do Lugar-tenente, Aires de Ornelas, alguns monárquicos alegaram que a revolta teria sido feita à revelia do Rei Dom Manuel II, que se encontrava no exílio, em Inglaterra. O Integralismo Lusitano enviou uma sua delegação a Londres conferenciar com o Rei, para fazer um balanço da situação e estudar as vias de ação futura. Após várias entrevistas, desiludidos com as respostas que obtiveram do Rei, os integralistas decidem afastar-se da sua obediência, vindo a juntar-se à Causa Legitimista no reconhecimento conjunto de D. Duarte Nuno de Bragança, neto do rei D. Miguel I. Esta divisão do campo monárquico só viria a ser debelada na sequência da morte de D. Manuel II, em 1932 e do suposto Pacto de Dover, quando todos os organismos monárquicos fizeram o reconhecimento de D. Duarte Nuno de Bragança como o herdeiro do trono de Portugal.